# Tiharu
Tiharu (Duits: Tihharo) is een plaats in de Estlandse gemeente Hiiumaa, provincie Hiiumaa. De plaats heeft de status van dorp (Estisch: küla).
Tiharu lag tot in oktober 2013 in de gemeente Kõrgessaare, daarna tot in oktober 2017 in de gemeente Hiiu en sindsdien in de fusiegemeente Hiiumaa.

## Bevolking
Tiharu had al in 2000 geen inwoners meer. Ook in 2011 was het inwonertal 0. De volkstelling van 2021 geeft voor Tiharu geen resultaat.

## Ligging
De plaats ligt aan de zuidkust van het schiereiland Kõpu.

## Geschiedenis
Tiharu werd voor het eerst genoemd in 1690 onder de naam Tiharra Peet. In 1726 heette het The Arro Andres, in 1782 Tiharo en in 1796 Tiggura. De nederzetting lag op het landgoed van  Hohenholm (Kõrgessaare).
In de jaren dertig van de 20e eeuw werd Tiharu opgedeeld onder de buurdorpen, waarbij Kiduspe het grootste deel kreeg. In 1997 werd het weer een zelfstandig dorp.